# شرکت نفت سنگاپور

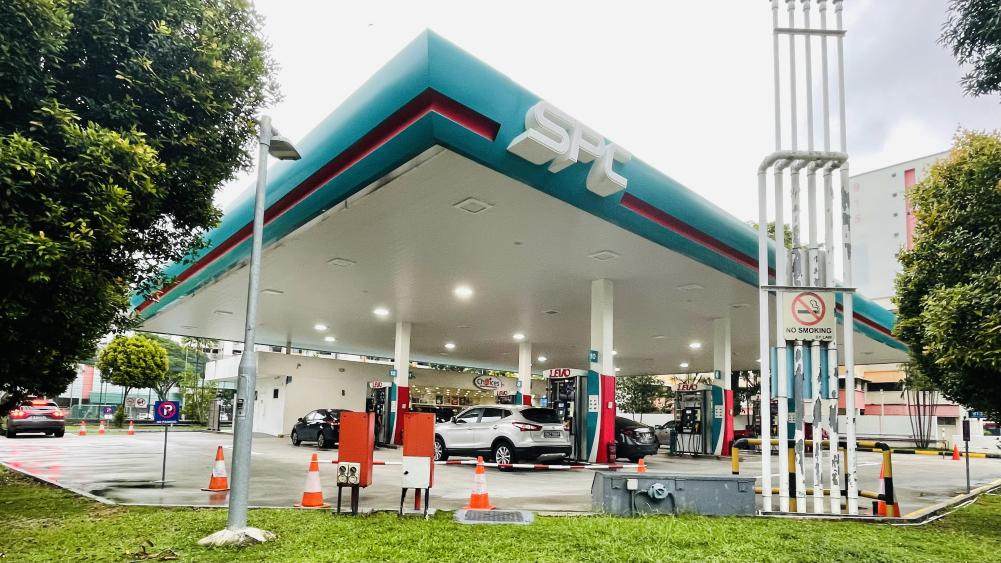
جایگاه پمپ بنزین متعلق به شرکت نفت سنگاپور

شرکت نفت سنگاپور (انگلیسی: Singapore Petroleum Company) شرکت پالایش نفت سنگاپوری است، که در سال ۱۹۶۹ تأسیس شد و هم‌اکنون متعلق به شرکت پتروچاینا می‌باشد.